# Grönländische Fußballmeisterschaft 1977
Die Grönländische Fußballmeisterschaft 1977 war die 15. Spielzeit der Grönländischen Fußballmeisterschaft.
Meister wurde erstmals N-48 Ilulissat.

## Teilnehmer
Über die Saison ist wenig bekannt. Folgende Mannschaften gehörten zu den Teilnehmern:
- N-48 Ilulissat
- Aĸigssiaĸ Maniitsoq
- GSS Nuuk
- NÛK
- Iliarssuk Qeqertarsuatsiaat

## Modus
Der Modus ist erneut unbekannt, allerdings dürfte er dem Modus der Vorjahre mit einer Qualifikationsrunde und einer Schlussrunde entsprochen haben. Letztere fand in Sisimiut statt.

## Ergebnisse
Es sind nur wenige Spiele überliefert.
Qualifikationsrunde
| Datum     |                             | Ergebnis             |                     |
| --------- | --------------------------- | -------------------- | ------------------- |
| Juli 1977 | Iliarssuk Qeqertarsuatsiaat | 3:6 n. V. (3:3, 2:0) | NÛK                 |
| Juli 1977 | Aĸigssiaĸ Maniitsoq         | ?:?                  | GSS Nuuk            |
| Juli 1977 | NÛK                         | ?:?                  | Aĸigssiaĸ Maniitsoq |
| Juli 1977 | Iliarssuk Qeqertarsuatsiaat | ?:?                  | NÛK                 |

Das letztgenannte Spiel war das regionale Finale. Der Sieger dürfte in die Schlussrunde eingezogen sein. Diese ist allerdings nicht überliefert und es ist lediglich bekannt, dass sie von N-48 Ilulissat gewonnen wurde.